# Sechemkasedj
Sechemkasedj (auch Sechemka-sedj oder Sechem-ka-sedj) war ein hoher ägyptischer Beamter, der in der 1. Dynastie (Frühdynastische Zeit) unter verschiedenen Herrschern amtierte.

## Belege
Wie Siegelabrollungen aus dem Abydosgrab des Königs Djer belegen, begann er seine Karriere unter diesem Herrscher. Er war zu diesem Zeitpunkt wohl „Verwalter der königlichen Domänen“ (adj-mer-wadj-Hor) des Wadji. Unter Wadji wurde er „Leiter“ (cherep) dieser Anlage und war wohl der wichtigste Beamte am königlichen Hof. Sein Name erschien auf vielen Objekten direkt neben dem Namen des Königs. Sedjesechemkas Amtszeit endete vermutlich in den ersten Regierungsjahren von Den, als dessen Mutter Meritneith regierte. Nun war er Verwalter einer weiteren königlichen Domäne (adj-mer-Hor-sechenti-dju).

## Grab
Als letzte Ruhestätte von Sechemkasedj gilt die Mastaba S3504 in Sakkara.